# 真田十勇士 (中島かずき)
『真田十勇士』（さなだじゅうゆうし）は、2013年に上演された日本の舞台劇である。真田十勇士を題材とした舞台作品は古くから数多く上演されてきたが、本作は中島かずきの脚本、宮田慶子の演出、上川隆也の主演による。

## 概要
主人公は真田幸村。幸村と徳川家康の戦いを中心に『負けて勝つ』をテーマに十勇士の生き様を描いた劇作品である
。佐助と鎌之助は "はぐれ忍び" として登場し、のちに幸村の家臣となる。1幕は大坂冬の陣、2幕は大坂夏の陣が描かれている。十勇士の構成は猿飛佐助、霧隠才蔵、由利鎌之助、真田大助、根津甚八、望月六郎、三好清海入道、三好伊佐入道、穴山小介、筧十蔵。
傾斜が強い舞台装置が特徴的である。
- 2014年1月13日、2月15日にCS（衛星放送）時代劇専門チャンネルにてテレビ放送。
- 大坂夏の陣から400年となる2015年に再演、福岡公演も追加された。再演ではキャストが一部変更されている。

## 初演

### 公演日程・場所
- 8月30日 - 9月16日、赤坂ACTシアター
- 9月21日 - 23日、中日劇場
- 10月3日 - 6日、梅田芸術劇場メインホール

### キャスト
- 真田幸村 - 上川隆也
- 猿飛佐助 - 柳下大
- ハナ・花風 - 倉科カナ
- 霧隠才蔵 - 葛山信吾
- 服部半蔵 - 山口馬木也
- 由利鎌之助 - 松田賢二
- 真田大助 - 渡部秀
- 豊臣秀頼 - 相馬圭祐
- 大野修理亮治長 - 小須田康人
- 根津甚八 - 粟根まこと
- 望月六郎 - 植本潤
- 三好清海入道 - 小林正寛
- 大野治房 - 俊藤光利
- 三好伊佐入道 - 佐藤銀平
- 穴山小介 - 玉置玲央
- 筧十蔵 - 三津谷亮
- 淀の方 - 賀来千香子
- 徳川家康 - 里見浩太朗

### スタッフ
- 脚本：中島かずき
- 演出：宮田慶子
- 音楽：井上鑑、吉田兄弟
- 題字：紫舟
- 主題歌：中島みゆき「月はそこにいる」
- 美術：伊藤雅子
- 照明：中川隆一
- 音響：長野朋美
- 衣裳：有村淳
- ヘアメイク：宮内宏明
- 殺陣：渥美博
- 殺陣助手：亀山ゆうみ
- 演出助手：髙野玲
- 舞台監督：榎太郎

### 主催
- 東京：TBS、TBSラジオ、BS-TBS、スポーツニッポン新聞社
- 名古屋：中日新聞社
- 大阪：MBS、TBS、梅田芸術劇場、サンライズプロモーション大阪

### 企画制作
TBS

## 再演

### 公演日程・場所
- 2015年1月8日 - 1月25日、赤坂ACTシアター
- 2015年1月31日 - 2月1日、中日劇場
- 2015年2月5日 - 8日、梅田芸術劇場メインホール
- 2015年2月13日 - 15日、キャナルシティ劇場

### キャスト
- 真田幸村 - 上川隆也
- 猿飛佐助 - 柳下大
- ハナ・花風 - 黒川芽以
- 霧隠才蔵 - 葛山信吾
- 服部半蔵 - 山口馬木也
- 由利鎌之助 - 松田賢二
- 真田大助 - 渡部秀
- 豊臣秀頼 - 相馬圭祐
- 大野修理亮治長 - 小須田康人
- 根津甚八 - 粟根まこと
- 望月六郎 - 鈴木健介
- 三好清海入道 - 吉田メタル
- 大野治房 - 俊藤光利
- 三好伊佐入道 - 佐藤銀平
- 穴山小介 - 玉置玲央
- 筧十蔵 - 三津谷亮
- 淀の方 - 賀来千香子
- 徳川家康 - 里見浩太朗